# Gare d'Azemmour
 (novembre 2017).
Si vous disposez d'ouvrages ou d'articles de référence ou si vous connaissez des sites web de qualité traitant du thème abordé ici, merci de compléter l'article en donnant les références utiles à sa vérifiabilité et en les liant à la section « Notes et références ».
La gare d'Azemmour est une gare ferroviaire marocaine, située, dans la pointe Boubker, à Azemmour, dans la région de Casablanca-Settat.

## Situation ferroviaire
La gare d'Azemmour est la dernière station avant El Jadida.